# 芸西東インターチェンジ
芸西東インターチェンジ（げいせいひがしインターチェンジ）は、高知県安芸郡芸西村和食に建設されている高知東部自動車道（南国安芸道路）のインターチェンジである。なお、芸西東ICは、安芸方面のみに出入が出来るハーフインターチェンジである。

## 歴史
- 2011年（平成23年）度 : 高知東部自動車道（南国安芸道路） 芸西西IC - 安芸西IC間 延長8.5km事業化[1]。
- 未定 : 芸西西IC - 安芸西IC間開通に伴い供用開始予定。

## 接続する道路
- 国道55号

## 周辺
- 土佐くろしお鉄道ごめん・なはり線 和食駅
- サンシャイン 芸西店
- 芸西病院

## 隣
E55 高知東部自動車道（南国安芸道路）
香南やすIC - 芸西西IC - 芸西東IC（事業中） - 安芸西IC（事業中）